# Massillargues-Attuech
Massillargues-Attuech è un comune francese di 699 abitanti situato nel dipartimento del Gard, nella regione dell'Occitania.

## Società

### Evoluzione demografica
Abitanti censiti